# A Gentleman in Moscow
A Gentleman in Moscow ou Un Gentleman à Moscou au Québec, est une mini-série dramatique historique britannique créée par Ben Vanstone, elle est basée sur le roman du même nom d'Amor Towles (2016). La série est diffusée pour la première fois sur Paramount+ le 29 mars 2024.

## Synopsis
Lors de son retour récent en Russie, après la Révolution d'Octobre, le comte Alexandre Ilitch Rostov est condamné, par un tribunal bolchevique, à l'assignation à résidence dans une chambre mansardée de l'hôtel Metropol.

## Distribution

### Acteurs principaux
- Ewan McGregor (VF : Bruno Choël) : Comte Alexander Ilyich Rostov
- Mary Elizabeth Winstead (VF : Ingrid Donnadieu) : Anna Urbanova
- Fehinti Balogun (VF : Jean-Baptiste Anoumon) : Mikhail « Mishka » Fyodorovich Mindich
- Daniel Cerqueira (VF : Gabriel Le Doze) : Vasily
- Björn Hlynur Haraldsson (VF : François Delaive) : Emile Zhukovsky
- Johnny Harris (en) (VF : Yann Guillemot) : Osip Glebnikov
- Leah Harvey (VF : Déborah Claude) : Marina Samarova
- John Heffernan (VF : Fabien Jacquelin) : « Bishop » Leplevsky
- Anastasia Hille (VF : Marie-Eve Dufresne) : Olga
- Lyes Salem : Andrey Duras

### Acteurs récurrents
- Leah Balmforth : Nina Kulikova
  - Alexa Goodall : Nina Kulikova jeune
- Penny Downie : Comtesse Rostova
- Lily Newmark (en) : Helena Rostova
  - Matilda Hunt : Helena Rostova jeune
- Dee Ahluwalia (VF : Jean-Cyprien Chenberg) : Audrius
- Rob Jarvis (en) : Halecki
- Charley Palmer Rothwell (en) : Pulonov
- Gabriel Robinson : Yasha
  - Elliot Mugume : Yasha à 10 ans
  - Mylo Rayne Pateman-Fannan : Yasha à 4 ans
- Jason Forbes (en) (VF : Mike Fédée) : Alexei Nachevko
- Beau Gadsdon (en) : Sofia
  - Billie Gadsdon : Sofia jeune
  - Anna Madeley : Narratrice (Sofia adulte)

### Invités
- Paul Ready (VF : Arnaud Arbessier) : Prince Nikolai Petrov
- Dermot Crowley (VF : Régis Lang) : Abram
- Josh Weller : Demetri
- Matthew Wynn : Général Belsky
- Camilla Beeput (VF : Marjorie Frantz) : Freya Campbell
- Adam Fidusiewicz : Vladimir
- Inês Pires Tavares (VF : Joséphine Ropion) : Mila Federova
- Stephen Walters : Capitaine Abashev
- Lucian Msamati (VF : Jean-Paul Pitolin) : Richard Vanderwhile
- Alexandra Moen (VF : Christine Braconnier) : Gloria

 Source et légende : version française (VF) sur RS Doublage

## Production

### Développement
En août 2017, une série basée sur le livre A Gentleman in Moscow d'Amor Towles est annoncée en développement chez Entertainment One. En avril 2018, Kenneth Branagh est annoncé comme acteur principal pour le rôle du comte Rostov et Tom Harper comme réalisateur de la série.
En août 2022, Ewan McGregor remplace Kenneth Branagh dans le rôle du comte Rostov et la diffusion de la série est prévue sur Paramount+ à l'international et Showtime aux États-Unis,. En novembre 2022, il est révélé que Sam Miller dirigerait et produirait le projet. Ben Vanstone est annoncé comme scénariste, producteur exécutif et showrunner. Nessah Muthy est également scénariste de la mini-série.

### Attribution des rôles
En février 2023, l'épouse d'Ewan McGregor, Mary Elizabeth Winstead, est ajoutée au casting dans le rôle d'Anna Urbanova. En mars 2023, Leah Harvey, Johnny Harris, Paul Ready, Alexa Goodall, John Heffernan, Lyes Salem, Fehinti Balogun, Björn Hlynur Haraldsson, Dee Ahluwalia et Anastasia Hille rejoingnent le casting.

### Tournage
Le tournage s'est déroulé entièrement en Angleterre. Commencé sur Victoria Square, à l'extérieur de l'hôtel de ville de Bolton, dans le Grand Manchester, le 27 février 2023 et s'est poursuivi jusqu'en mars 2023, pour revenir en avril 2023,. L'Hôtel de ville de Liverpool est utilisé comme lieu de tournage en juin 2023. Le tournage a également lieu à Halifax, dans le West Yorkshire et au Leeds Civic Hall en mai 2023, avant d'être suspendu en juillet en raison de la grève SAG-AFTRA de 2023.

## Épisodes
1. Un concours de circonstances (A Master of Circumstance)
2. Une invitation (An Invitation)
3. Le dernier des Rostov (The Last Rostov)
4. Les temps heureux (Good Times)
5. Une arrivée (An Arrival)
6. La chute (The Fall)
7. Une Assemblée (An Assembly)
8. Adieu (Adieu)

## Réception critique
Sur l'agrégateur américain Rotten Tomatoes, la série affiche un taux d'approbation de 92 % avec une note moyenne de 7,2 / 10, le consensus des critiques déclare : « Illuminé par la performance débonnaire d'Ewan McGregor, A Gentleman in Moscow est un portrait enrichissant et fantaisiste d'une vie qui s'épanouit dans des circonstances contraignantes. ». Metacritic attribue à la série un score de 74 sur 100 sur la base de 22 critiques. Sur IMDb la série obtient une note de 7,4 / 10 sur une moyenne de 11 000 avis.

## Distinctions
| Année | Prix                                          | Catégorie                                                                | Nomination              | Résultat   |
| ----- | --------------------------------------------- | ------------------------------------------------------------------------ | ----------------------- | ---------- |
| 2024  | 4e cérémonie des Astra Television Awards (en) | Meilleur acteur dans une mini-série ou un téléfilm                       | Ewan McGregor           | Nomination |
| 2024  | 4e cérémonie des Astra Television Awards (en) | Meilleure actrice dans un second rôle dans une mini-série ou un téléfilm | Mary Elizabeth Winstead | Nomination |
| 2024  | Venice TV Awards (en)                         | Meilleure série télévisée                                                | A Gentleman in Moscow   | Nomination |
| 2024  | OFTA Television Award                         | Meilleur acteur dans un film, une mini-série ou une série d'anthologie   | Ewan McGregor           | Nomination |
| 2025  | 82e cérémonie des Golden Globes               | Meilleur acteur dans une mini-série ou un téléfilm                       | Ewan McGregor           | Nomination |
| 2025  | Critics' Choice Television Awards             | Meilleur acteur dans une mini-série ou un téléfilm                       | Ewan McGregor           | Nomination |